# Salvador Abascal
Salvador Abascal Infante (18 mai 1910 - 30 mars 2000) était un homme politique mexicain et une figure éminente du sinarchisme mexicain. Pendant un certain temps, il a dirigé l'Union nationale sinarchiste (UNS). Abascal incarnait la tendance catholique orthodoxe au sein du mouvement.

## Biographie

### Enfance et jeunesse
Né à Morelia au sein d'une famille de propriétaires terriens, Abascal était le quatrième de onze enfants. Partiellement formé dans un séminaire, Abascal était sympathique aux Cristeros dès son plus jeune âge. En effet, son père était membre de l'Union Populaire, le parti des Cristeros. En raison de ces sympathies, Abascal a traversé diverses organisations contre-révolutionnaires catholiques au cours des années 1930.
Il acheva ses études à l'Universidad Michoacana de San Nicolás de Hidalgo (en), où il obtint une licence en droit en 1931, avant de servir comme juge à Ayutla. Il fut révoqué de ses fonctions de juge en 1933 après avoir déplu aux caciques locaux en rendant des jugements en faveur des demandeurs de terres.

### Direction de l'UNS
Il fut l'un des membres fondateurs de l'UNS en 1937 et devint un organisateur au Michoacán, avant de prendre pleinement en charge le mouvement en 1940, alors à son apogée avec 500 000 membres. Abascal succéda à Manuel Zermeño en tant que chef, après que ce dernier eut été écarté du mouvement pour avoir conclu un accord avec le gouvernement de Manuel Ávila Camacho sans obtenir l'approbation des membres de l'UNS.
Accusé de nazisme par ses opposants, Abascal dénonça officiellement le système, bien qu'il fût noté pour son antisémitisme. Il était également connu pour son opposition à la politique électorale et rejeta toute tentative de convertir l'UNS en parti politique. Au lieu de cela, Abascal prônait un "ordre social catholique" comme l'antithèse de ses deux idéologies les plus détestées - le marxisme et la démocratie libérale - qu'il considérait toutes deux étroitement liées. Il résista également aux tentatives de Manuel Gómez Morín (en) de fusionner l'UNS avec le Parti d'action nationale en 1939 en raison de ces convictions.

### Déclin
Personnalité impopulaire auprès des modérés, il fut remplacé à la tête du mouvement par Manuel Torres Bueno (en) en 1941 et partit fonder une commune sinarchiste en Basse-Californie. La colonie, connue sous le nom de María Auxiliadora, était initialement composée d'environ 86 familles (450 personnes). On a prétendu qu'Abascal, affirmant être inspiré par Dieu et Thomas d'Aquin dans ses actions, était motivé par le millénarisme en conduisant ses adeptes dans un climat désertique hostile. Cependant, le projet s'est avéré infructueux et, en 1944, Abascal avait été exclu du mouvement sinarchiste pour avoir été en désaccord avec sa direction sur l'échec de la colonisation.

### Dernières années

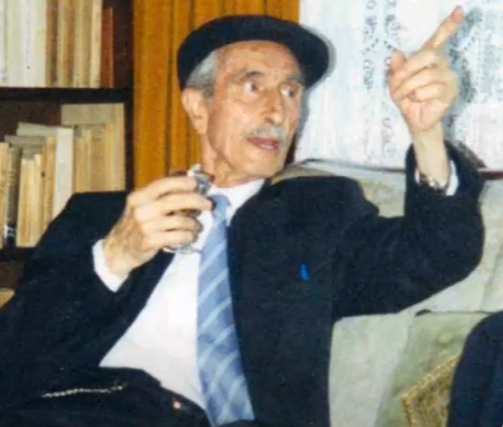
Salvador Abascal c. fin des années 1990s

Il revint en 1947 et devint une sorte de figure emblématique dans le mouvement, étant même considéré comme un candidat potentiel à la présidence en 1955 (bien qu'il ait décliné l'offre). Se tournant de plus en plus vers l'intégrisme, il fonda la maison d'édition Editorial la Tradition[Quoi ?] à la fin des années 1970 pour produire des œuvres sur ce sujet, ainsi que ses mémoires intitulés "Mis Recuerdos". Il publia sa propre lettre d'information, "La Hoja del Combate", jusqu'aux années 1990. La publication était remarquée pour donner de l'espace aux idées de l'écrivain révisionniste Salvador Borrego.

### Vie privée
À l'âge de 31 ans, Abascal rencontra María Guadalupe Carranza Pulido, alors âgée de 16 ans, à Los Angeles en 1940. Ils entamèrent une cour assidue qui dura deux ans. Ils se marièrent le 17 mars 1942, sur la commune sinarchiste María Auxiliadora. 
Abascal eut au total 12 enfants. Leur premier fils, né sur la commune sinarchiste le 11 mars 1943, s'appelait Juan Bosco Abascal Carranza. Juan Bosco deviendrait professeur de psychologie, auteur publié et personnalité sur YouTube. Leur deuxième enfant, feu Carlos Abascal, fut Secrétaire de l'Intérieur dans le gouvernement de Vicente Fox, tandis qu'un autre fils, Salvador Abascal Carranza, suivit également une carrière politique, servant en tant que député fédéral de 1991 à 1994, tous deux pour le Parti d'action nationale.